# Reyes Santos

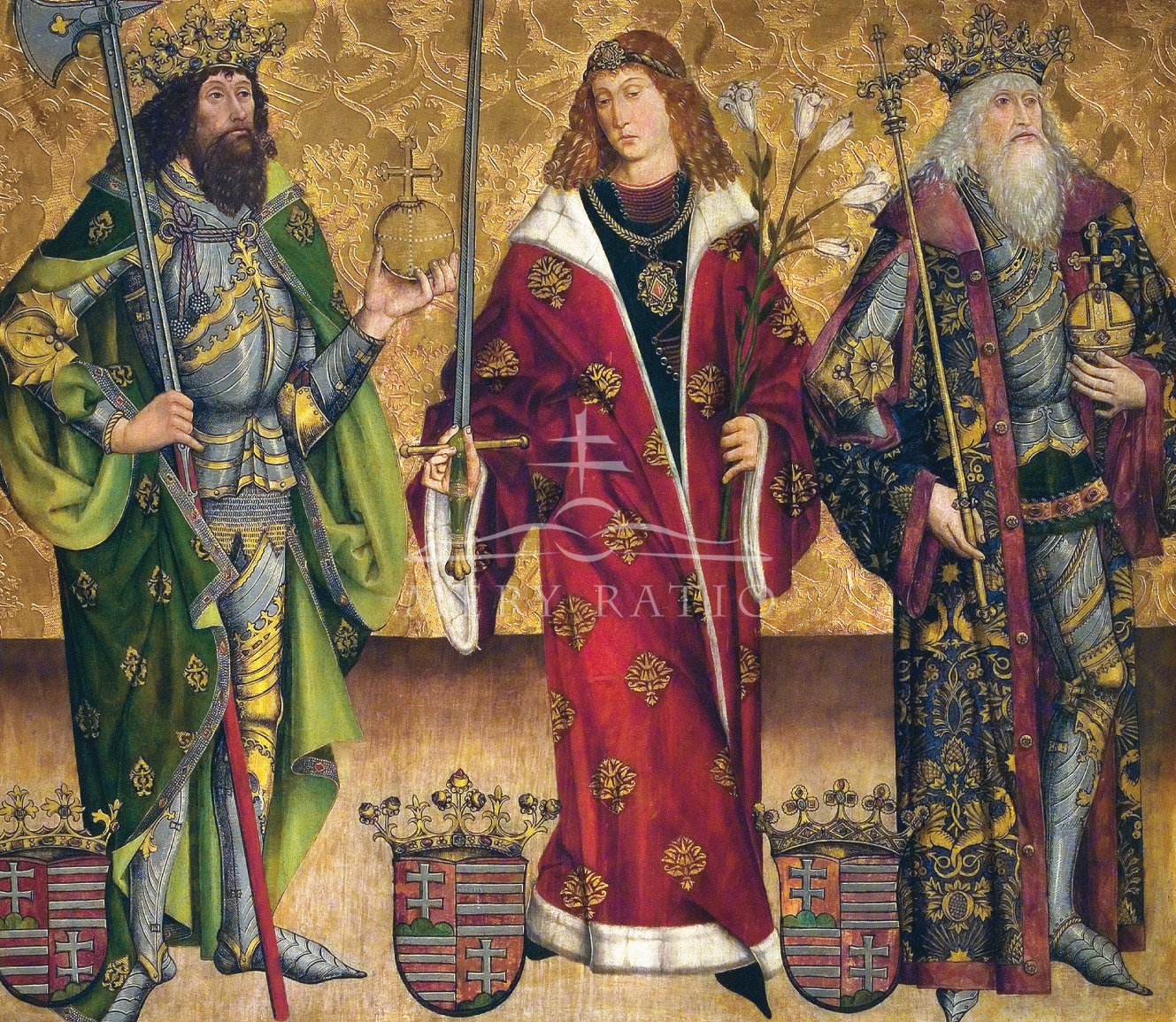
Los reyes santos: San Ladislao, San Emerico, San Esteban. El culto a los tres monarcas se extendió profundamente durante la Edad Media a tal punto que la dinastía era conocida como "el linaje de los reyes santos". Pintura del altar de la Iglesia de Szepeshely, Hungría. Elaborado en 1478.

Los Reyes Santos (en húngaro: Szent királyok) fueron tres monarcas medievales de la dinastía real húngara conocida como la Casa de Árpád, que vivieron en el siglo XI en Hungría y fueron canonizados por su profunda templanza cristiana. San Esteban I de Hungría (r. 1000-1038), su hijo el príncipe san Emerico (que no reinó) y san Ladislao I de Hungría (r. 1077-1095) fueron sin duda tres de los monarcas más destacados de Europa central en su tiempo, y su culto después de fallecidos se extendió y expandió influenciando a muchos países vecinos. La Casa de Árpád, fue conocida a lo largo de la Edad Media como la familia de los reyes santos. Los monarcas posteriores que pertenecían a otras dinastías y tenían pretensiones sobre Hungría, intentaron a toda costa obtener prestigio y legitimidad trazando lazos familiares con la familia de los reyes santos.
El motivo de los tres reyes santos fue muy recurrente a lo largo de la Edad Media, Renacimiento, Barroco y época moderna, donde san Esteban aparecía representado con un centro (o a veces una lanza o una espada), san Ladislao con un hacha de guerra y san Emerico con un lirio blanco. En ellos se resume las tres principales cualidades de un monarca cristiano medieval: La justicia y rectitud en el gobierno, la valentía en la guerra y la protección del Cristianismo y por último la pureza de alma y sometimiento a Cristo. Es importante destacar la asociación con la Santísima Trinidad Cristiana, donde el número tres adquiere una significación religiosa fundamental.
El culto de cada uno de los tres monarcas se desarrolló individualmente desde su inicio, siendo san Esteban honrado como el primer rey de Hungría, fundador del Estado medieval húngaro y cristianizador de su gente. San Ladislao adoptó características de un rey-caballero, las cuales aparecen registradas en crónicas de comienzos del siglo XII poco después de su canonización. Ladislao es recordado como un poderoso guerrero que defiende al mundo cristiano de los invasores paganos y que al mismo tiempo vive sumergido en un mundo espiritual profundo, pasando a ser el ideal de caballero medieval ya desde finales del siglo XIII, siendo la sede de su culto Nagyvárad, en el monasterio que él mismo había fundado y donde fue enterrado tras su muerte.
San Emerico es considerado un santo virgen, puro como pocos. Más bien recuerda a un sacerdote perfecto en vez de a un laico, y su temprana muerte en un accidente de cacería en cierta forma lo convierte en un mártir. Muchos historiadores han sugerido que finalmente la concepción de santo virgen de san Emerico fue adoptada posteriormente, pues el príncipe al ir de cacería y probablemente a la guerra, permitiría llegar a la conclusión de que pudo haber contado con las características de cualquier príncipe de su época, sin embargo estas posibilidades no se excluyen la una a la otra. Según el Legendario de los reyes Anjou de Hungría, en una ocasión un pecaminoso caballero germánico llamado Conrado llegó a Székesfehérvár (el centro del culto de san Esteban y de san Emerico, donde ambos estaban sepultados) y acercándose a la tumba del rey santo húngaro se quedó dormido pidiendo perdón. En sueños san Esteban se le apareció y dijo que el único que era lo suficientemente puro para perdonarlo era su hijo, así que avanzase a la siguiente tumba y rezase al príncipe virgen. Luego de despertar y rezarle a san Emerico, las cadenas y ataduras que le había colocado el papa a Conrado para que fuese en peregrinación se cayeron inmediatamente, el príncipe húngaro había intercedido ante Dios para que fuese perdonado.